# Parc de Péralta
Le parc de Péralta est un parc de la ville de Liège situé dans le quartier d'Angleur. 

## Historique
En 1935, l'administration communale d'Angleur devient propriétaire du château de Péralta et de ses extérieurs. Avant son ouverture au public en 1936, le parc de Péralta était le parc privé du château.
Dans la partie supérieure, la commune aménage un théâtre de verdure qui subsistera jusque dans les années 1970 avec la construction d'un hall omnisports.
En 1976, dans le cadre de la Fête de la Rose, le château et le parc accueillent François Mitterrand et Dalida.

## Description
Le parc est limité au nord par le château de Péralta datant du XIVe siècle et sud par un hall omnisports construit dans les années 1970.
Des plans d'eau agrémentent toute la longueur du parc dont un bassin dans la partie inférieure et un étang dans la partie supérieure.
Une fontaine Montefiore se dresse dans la partie est du parc.